# Международный день студентов
Междунаро́дный день студе́нтов — 17 ноября — день международной солидарности студентов.
28 октября 1939 года в оккупированной нацистами Чехии пражские студенты и их преподаватели вышли на демонстрацию, чтобы отметить годовщину образования Чехословацкого государства. Немецкие войска разогнали демонстрацию, при этом студент медицинского факультета Ян Оплетал получил огнестрельное ранение. Он был немедленно прооперирован доктором Арнольдом Ирасеком в больнице на Карловой площади. Он скончался 11 ноября от перитонита. 15 ноября состоялись похороны которые переросли в акцию протеста. Десятки демонстрантов были арестованы. 17 ноября рано утром немцы окружили студенческие общежития. Более 1200 студентов были арестованы и отправлены в концлагерь. Девятерых студентов и активистов студенческого движения казнили в тюрьме.
Спустя два года, в 1941 году, в Лондоне прошла Международная встреча студентов, боровшихся против нацизма. По предложению чехословацкого коммуниста Отто Шлинга было решено в честь погибших ежегодно отмечать эту дату как День студента.